# Plchovice
Plchovice település Csehországban, az Ústí nad Orlicí-i járásban. Plchovice Čermná nad Orlicí, Choceň, Újezd u Chocně, Kostelecké Horky és Bošín településekkel határos. Lakosainak száma 67 fő (2024. január 1.).

## Népesség
A település lakosságának változását az alábbi diagram mutatja:
| Lakosok száma | 208  | 211  | 191  | 105  | 113  | 84   | 73   | 65   | 66   | 67   |
|               | 1869 | 1900 | 1921 | 1961 | 1980 | 2011 | 2016 | 2019 | 2021 | 2024 |